# Die Pyramiden

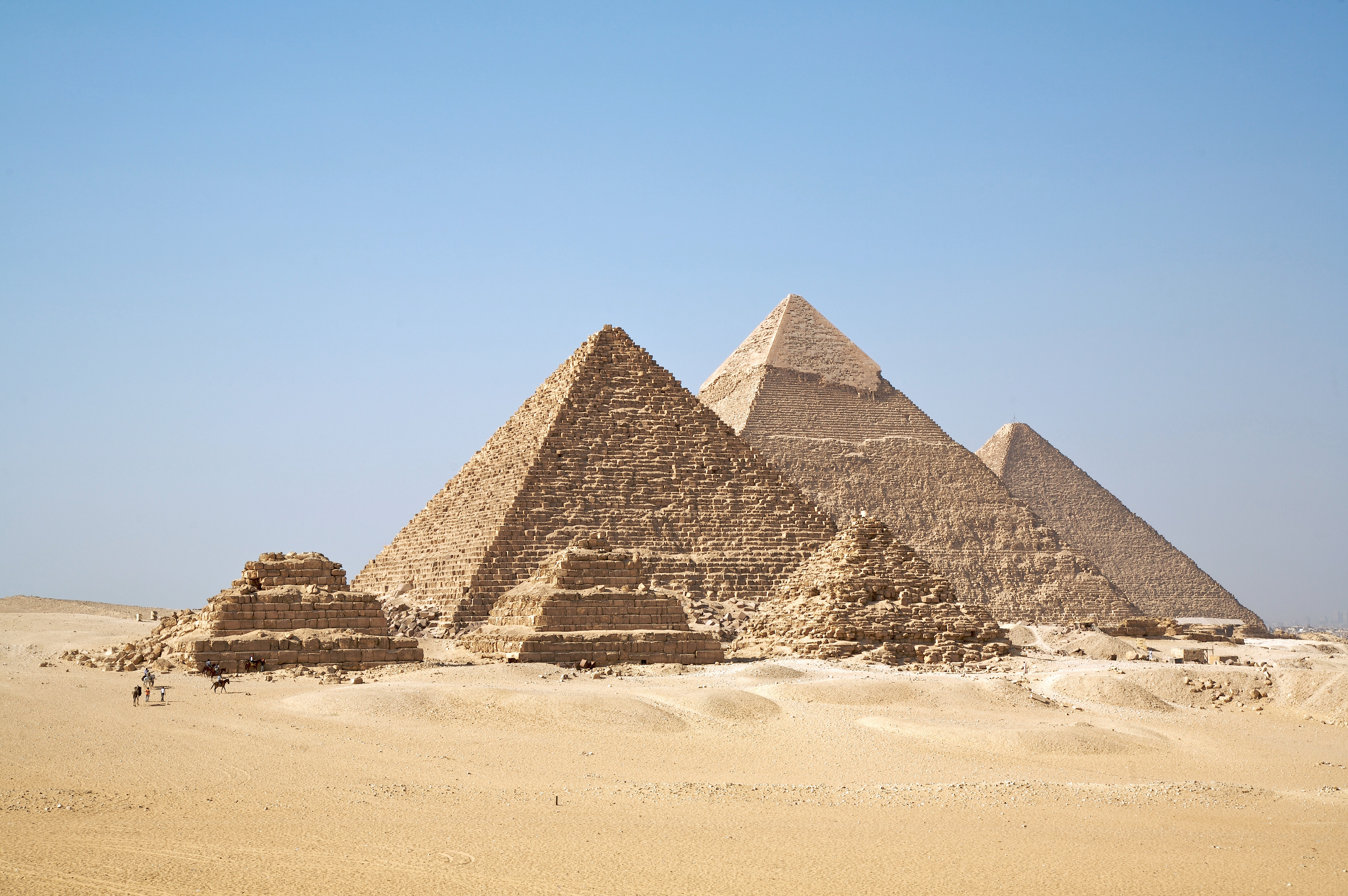
Die Pyramiden von Gizeh.

Die Pyramiden, auch Die Geschichte von dem Kalifen al-Ma'mun und den Pyramiden, ist ein orientalisches Märchen aus den Geschichten aus Tausendundeiner Nacht. In der Arabian Nights Encyclopedia wird es als ANE 131 gelistet.
Die Kurzgeschichte berichtet vom Besuch des siebten Abbasiden-Kalifen al-Ma'mūn (768–833, reg. 813–833) bei den Pyramiden von Gizeh.

## Handlung
Man erzählt sich, dass al-Ma'mun, der Sohn des legendären Kalifen Harun al-Raschid, als er nach Ägypten kam und Kairo besuchte, die Pyramiden zu sehen verlangte, um die darin verborgenen Schätze an sich zu nehmen. Al-Ma'mum will die Pyramiden umstoßen lassen, kann es aber nicht. Nach vielen Anstrengungen und unter außerordentlichen Kosten gelingt es ihm schließlich ein kleines Fenster in einer der Pyramiden auszugraben. Hinter dem Fenster habe er dann genau so viel Geld gefunden, wie seine Kosten betrugen. Al-Mamun nimmt das Geld und gibt weitere Versuche auf.
Es folgen Volkserzählungen über die Pyramiden. Ihre Steine seien mit Eisenstangen und Blei miteinander fixiert worden. In der westlichen Pyramide (vermutlich die Chephren-Pyramide) seien dreißig Schatzkammern voller Edelsteine, Geld, Statuen, Instrumenten und Waffen, bestrichen mit dem Wasser der Weisen, weshalb sie bis zum Tag der Auferstehung vor Rost geschützt seien. Ebenso befinde sich in der Pyramide Glaswerk, dass man biegen könne, ohne dass es zerbricht, sowie allerlei künstliche Arzneien. In der zweiten Pyramide fänden sich die Sagen der Priester auf Tafeln geschrieben, jeder Priester habe eine Tafel in der Hand, auf der seine Wunderwerke beschrieben seien. An den Wänden fänden sich Statuen wie Götzen, die allerlei Handarbeit verrichten und über jede Pyramide sei ein Schatzkämmerer und ein Wächter gesetzt, die sie bis auf ewige Zeiten bewachen.
Es folgen Dichterverse über die Pyramiden:
„Betrachte die Pyramiden und lasse dich von ihnen belehren über die Täuschungen der Zeit. Könnten sie sprechen, sie würden sagen, wie die Zeit mit den Früheren und den Späteren verfahren.“
„Kein Gebäude unter dem Himmel gleicht an Festigkeit den Pyramiden Ägyptens, sie flößen der Zeit Ehrfurcht ein, während sonst alles auf der Welt vor der Zeit sich fürchtet.“
„O ihr, die ihr das Vergängliche zur Stütze wählet, wo sind die Erbauer der Pyramiden? Noch lebt ihr Werk lebendig fort, während sie schon selbst zu Nichts geworden.“

## Hintergrund

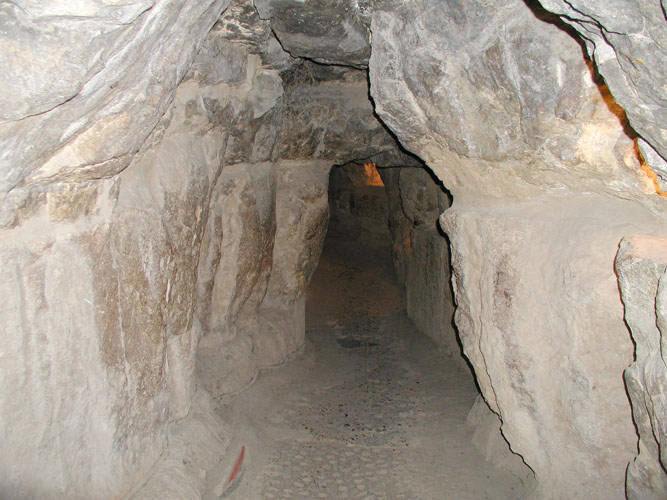
Der al-Ma'mun-Tunnel.

Die Erzählung in Tausendundeine Nacht gehört zu einer Reihe von lebhaften Geschichten im frühmittelalterlichen arabischsprachigen Raum rund um die Pyramiden. Die konkrete Geschichte beruht auf einer historisch wahren Begebenheit. Im Jahr 832 besuchte der Abbasiden-Kalifen al-Ma'mūn (reg. 813–833) bei einer Reise nach Ägypten die Stadt Kairo und ebenso die Pyramiden. Dabei befahl er in die Cheops-Pyramide einzudringen, wobei seine Arbeiter einen Tunnel geschlagen haben sollen, der noch heute als al-Ma'mun-Tunnel bekannt ist. Nach dem Bericht von al-Mas'udi hatte bereits al-Ma'muns Vater, der fünfte Abbasiden-Kalif Harun al-Raschid einen Versuch unternommen, in die Pyramide einzudringen.
Die Erzählung findet sich in den ägyptischen Handschriften sowie den im frühen 19. Jahrhundert gedruckten arabischsprachigen Ausgaben; darunter in der Bulaq-Handschrift, die Gustav Weil für seine zwischen 1839 und 1841 erschienene deutschsprachige Übersetzung nutzte, sowie in der Kalkutta II-Handschrift, die Richard Francis Burton und Enno Littmann später zur Grundlage ihrer Übersetzungen nahmen.

## Rezeption
Der ägyptische Schriftsteller Gamal al-Ghitani griff 1994 die Geschichte in seinem Werk Pyramiden-Texte (متون الأهرام, Mutun al-Ahram) auf.

## Ausgaben
- Gustav Weil: Tausend und eine Nacht – Arabische Erzählungen, Karl Müller Verlag, Erlangen 1984 (Erstausgabe: 1839), Band 4, S. 70f.
- Enno Littmann: Die Erzählungen aus den tausendundein Nächten, Insel Verlag, Frankfurt 1968, Band 3, S. 518–520.